# Ferrari 625 F1
Ferrari 625 F1 je Ferrarijev dirkalnik Formule 1, ki je bil v uporabi na prvenstvenih dirkah med sezonama 1954 in 1955, na neprvenstvenih pa vse do 1961, z njim dirkali Giuseppe Farina, Luigi Villoresi, Mike Hawthorn, Maurice Trintignant, Umberto Maglioli, José Froilán González, Louis Rosier, Robert Manzon, Reg Parnell, Piero Taruffi, Fernand Navarro, Alberto Ascari, Harry Schell, Alfonso de Portago, Pierre Levegh, Eugenio Castellotti, Jean Lucas, Andrea Pedini, Peter Whitehead, Lex Davison, Pat Hoare in Frank Shuter. Skupno ima dirkalnik štiriindevetdeset nastopov na dirkah, na katerih so dirkači dosegli štirinajst zmag in še petindvajset uvrstitev na stopničke. 
Scuderia Ferrari je dirkalnik prvič preizkusila na dveh dirkah Formule 2 v sezoni 1953. Na dirki za Veliko nagrado Buenos Airesa so s 625 dosegli kar trojno zmago, Farina pred Villoresijem in Hawthornom, tudi na Veliko nagrado Caena pa so dosegli dvojno zmago, Farina pred Hawthornom. Po uspešnem debiju so dirkalnik uporabili na prvenstveni dirki za Veliko nagrado Argentine v sezoni 1954, kjer sta Farina in González osvojila drugo oziroma tretje mesto za moštvo Scuderia Ferrari, Trintignant pa je bil v moštvu Ecurie Rosier z dirkalnikom 625 četrti. V sezoni 1954 so dirkači dosegli kar devet zmag na neprvenstvenih dirkah, González pa je zmagal tudi na prvenstveni dirki za Veliko nagrado Velike Britanije. V sezoni 1955 je Trintignant zmagal še na dirki za Veliko nagrado Monaka, kljub temu pa po koncu sezone dirkalnike nadomestili novi. Uporabljali pa so jih še privatniki na nekaj neprvenstvenih dirkah, Lex Davison je dosegel zadnjo zmago z 625 na dirki za Veliko nagrado Avstralije 1957, Frank Shuter pa na dirki za Veliko nagrado Noce Zelandije 1961 kot zadnji dirkal z dirkalnikom 625, dosegel je enajsto mesto. 